# 花蓮薯
花蓮薯，又名餡子芋，是台灣花蓮一種著名的甜食。花蓮薯通常是由番薯（地瓜）或芋心蕃薯加工製造而成，亦有用芋頭製造而成的花蓮芋。

## 歷史
花蓮薯的創始店「惠比須」是1899年（明治33年）由日本人安富君在花蓮所開設，花蓮薯由安富君與當時店內的師父張房歷經三年研發而成。大正及昭和年代曾多次獲得日皇之獎賞，因而成為當時進貢日本天皇的貢品。
在1979年北迴鐵路開通後，花蓮薯與麻糬，迅速成為花蓮特產的代表。之後冒名的仿冒者眾多，口味也多變化，甚至連「糖漬地瓜」也冠上花蓮薯之名。

## 製程概略
先將番薯蒸熟去皮後再絞碎，整形並塗抹蛋汁復將其烘烤。